# بروتوتايب (لعبة فيديو)
 بروتوتايب (بالإنجليزية:Prototype)  هي لعبة من نوع أكشن، عالم مفتوح. صدرت في عام 2009 وهي متوفرة لـ ويندوز، بلاي ستيشن 3، إكس بوكس 360، وهي من تطوير راديكال إنترتيمنت ونشر شركة أكتيفجن.

## القصة
اللعبة تحكي قصة عن شخص يدعى أليكس ميرسر ALEX MERCER وهو مواطن عادي يتعرض للخطف في مدينة نيويورك من قبل منظمة حكوميه سرية تجري اختبارات على البشر لإنتاج سلاح خارق. تبدأ القصة باستيقاظ أليكس من على إحدى طاولات الاختبارات في مكان مجهول تحت مدينة نيويورك ليكتشف انه فقد كل شيء من ذكرياته لا يملك أي شيء منها على الإطلاق ولا يعرف أين هو ولا يجد أحداً حوله. ولكنه سرعان ما يحاول الخروج إلى سطح المدينة يواجه أعداد هائلة من الحراس ورجال الأمن الذين يريدون إيقافه لأسباب مجهوله ومنعه من الخروج فيضطر إلى قتلهم ليكتشف ان لديه قدرات عجيبة ويصبح أقوى من خلال قتله للبشر ويمكنه من خلال ذلك امتصاص ذكرياتهم وقدراتهم وكل شيء يتعلق بهم.
وعند خروجه إلى المدينة يواجه أليكس من قبل قوى حكومية مختلفة كالجيش والشرطة وقوات خاصه أخرى لديها جنود خارقين ضمن برامج سرية تعمل عليها الحكومة. ويجب على أليكس معرفة ماذا حل به والحصول على المعلومات وراء هذه البرامج السرية التي انتجته وانتجت تلك القوى الخاصة.

## هدف اللعبة
هدف اللعبة ليس انقاذ المدينة من الفيروس بل ان يكتشف اليكس ماضيه، وما حل به.

## روابط خارجية
- بروتوتايب على موقع IMDb (الإنجليزية)